# Parachaitophorus sikhotealinicus
Parachaitophorus sikhotealinicus är en insektsart. Parachaitophorus sikhotealinicus ingår i släktet Parachaitophorus och familjen långrörsbladlöss. Inga underarter finns listade i Catalogue of Life.